# Шипильський
Шипильський (пол. Szypilski) — гірська річка в Україні, у межах Сколівського, Дрогобицького та Стрийського районів Львівської області у Галичині. Ліва притока Колодниці, (басейн Дністра).

## Опис
Довжина річки 14 км, похил річки 12 м/км, площа басейну водозбору 29,1  км², найкоротша відстань між витоком і гирлом — 12,64 км, коефіцієнт звивистості річки — 1,11 . Потік тече у межах Сколівських Бескидів (частина Українських Карпат).

## Розташування
Бере початок на південно-східній стороні від гори Белеїв (775 м) біля села Зимівки. Тече переважно на північний схід і на північно-східній стороні від села Монастирець впадає у річку Колодницю, праву притоку Дністра.
Населені пункти вздовж берегової смуги: Уличне (пол. Uliczno).

## Цікаві факти
- У XIX столітті на річці існувало 3 водяні млини.
- Річка (потік) Шипильський та Колодниця на мапі (google.com.ua/maps) оформлені халатно, без врахування фундаментальних джерел.